# 양창
양창(楊敞, ? ~ 기원전 74년 음력 8월)은 전한 후기의 관료로, 자는 군평(君平)이며 경조윤 화음현(華陰縣) 사람이다. 개국공신 양희의 고손이다.

## 생애
대장군 곽광의 밑에서 군사마(軍司馬)로 일하였으며, 곽광의 총애를 받아 대사농으로 승진하였다.
원봉 원년(기원전 80년) 도전사자(稻田使者) 연창(燕倉)이 상관걸 등의 모반을 알아내어 양창에게 알려주었다. 하지만 양창은 두려움에 주변에 말하지 못하고, 대신 간대부(諫大夫) 두연년에게 말하고는 병을 핑계로 조정에 나오지 않았다. 두연년은 소제에게 이를 보고하였고, 상관걸 등이 주살된 후 연창과 두연년은 열후에 봉해졌으나 양창은 제외되었다.
원봉 4년(기원전 77년), 어사대부가 되었다. 2년 후에는 승상이 되었고, 안평후(安平侯)에 봉해졌다.
이듬해에 소제가 붕어하고, 창읍왕이 즉위하였다. 그러나 창읍왕이 무도하였기에 곽광과 거기장군 장안세는 그를 폐위하려 하였고, 곧 대사농 전연년을 양창에게 보내 동의를 구하였다. 양창은 놀라고 두려워 아무 말도 못 하였으나, 아내의 간언으로 자신도 모의에 가담하였다. 곧 창읍왕은 쫓겨나고, 선제가 즉위하였다.
한 달 남짓 지나 죽으니 시호를 경(敬)이라 하였고, 작위는 아들 양충이 이었다. 서자 양운은 선제 때 광록훈을 지내다가 심기를 거슬러 파면 후 주살되었고, 이 일로 양창의 손자까지 이어지던 작위 또한 박탈되었다.
후손 양진은 후한 때 태위에 이르렀다.

## 출전
- 반고, 《한서》 권66 공손유전왕양채진정전(公孫劉田王楊蔡陳鄭傳)

| 전임 (사실상) 상홍양 | 전한의 대사농 기원전 81년 ~ 기원전 77년 | 후임 조팽조 |

| 전임 왕흔 | 전한의 어사대부 기원전 77년 ~ 기원전 75년 | 후임 채의 |

| 전임 왕흔 | 전한의 승상 기원전 75년 ~ 기원전 74년 8월 기사일 | 후임 채의 |

| 선대 (첫 봉건) | 전한의 안평후 기원전 75년 ~ 기원전 74년 8월 기사일 | 후대 아들 안평경후 양충 |